# Mandaue
Mandaue (en cebuano: Mantawi) es una ciudad de la provincia de Cebú en Filipinas. Es una de las localidades que componen al Gran Cebú, actualmente la segunda área metropolitana más grande del país.
La ciudad exporta especialmente muebles de calidad internacional.

## Barangayes
Mandaue se subdivide administrativamente en 27 barangayes.
| - Alang-alang - Bakilid - Banilad - Basak - Cabancalán - Cambaro - Canduman - Casili - Casuntingan - Centro (Población) - Cubacub - Guizo - Ibábao-Estancia - Jagobiao | - Labogon - Looc (Mandaue) - Maguikay - Mantuyong - Opao - Pakna-an - Pagsabungan - Subangdaku - Tabok - Tawason - Tingub - Tipolo - Umapad |